# Jan Dubčanský von Zdenín
Jan Dubčanský von Zdenín, tschechisch Jan Dubčanský ze Zdenína (* vor 1490; † wahrscheinlich Mitte 1543) war ein mährischer Adliger und Reformator. Er war der Gründer der zwinglianischen Glaubensgemeinschaft der Habrowaner Brüder und Autor des ersten in tschechischer Sprache gedruckten Buches in Mähren.

## Herkunft und Familie
Dubčanský war der älteste Sohn von Jan genannt Plsak von Zdenín (Jan zvaný Plzák ze Zdenína), der um 1480 aus dem Prachiner Kreis in Böhmen nach Mähren einwanderte und dort die Dörfer Dubčany, Vilémov, Hradečná und Mirotín erwarb und seit 1481 das Prädikat Dubčanský verwendete. Seine Mutter war Anna von Schwabenitz. Aus der Ehe gingen die drei Söhne Jan, Vilém und Hynek hervor. Nicht gesichert ist seine verwandtschaftliche Beziehung zu der 1531 in Milešovice nachweisbaren Johanka von Zdenín, möglicherweise handelt es sich hierbei um seine Schwester.
Jan Dubčanský heiratete um 1512 Salomena Syrovátka von Lhota und erwarb dadurch die Güter Habrovany und Mladkov. Aus der Ehe gingen die Söhne Jan, Vilém und Bedřich hervor.

## Leben
Dubčanský und seine Frau zeichneten sich bald als eifrige Gegner des Katholizismus aus. 1518 setzten erste Differenzen zwischen Jan Dubčanský und der Geistlichkeit ein, als dieser dem Pfarrer in Königsfeld Waschan den Zehnt des Hofes in Habrovany verweigerte. Schließlich klagte er am Adelsgericht gegen die Kartause Königsfeld bei Brünn und stellte deren Rechte in Frage. 1520 forderte Dubčanský vom Waschaner Pfarrer, die Epistel und das Evangelium in tschechischer Sprache vorzutragen und setzte schließlich eigenmächtig in Waschan einen weiteren, utraquistischen Pfarrer ein. Im Jahre 1521 erwarb er den Hof Chrudichromy als Pfandbesitz.
Sein Vater kaufte 1522 zusammen mit Vilém von Víckov, dem Gewährsmann von Vít von Kralice, von Heinrich von Lichtenburg die wüste Burg Liltsch mit den Dörfern Liltsch und Nemojany, einem Anteil von Tučapy sowie dem Kirchpatronat von Liltsch. 
Um 1523 beschnitt Dubčanský die Privilegien der Kartäuser in der Herrschaft Habrovany, indem er eine neue Kirche erbauen ließ. 1524 verklagte Salomena von Lhota den Prior der Königsfelder Kartause und machte ihm erneut die Pfarre in Waschan streitig. Zwischen 1525 und 1527 verstarb sein Vater Jan Plsak von Zdenín und das Erbe fiel Jan Dubčanský zu. Während der Amtszeit des seit 1524 in Waschan wirkenden cholerischen Pfarrers Bartoloměj eskalierte der Streit mit den Dubčanskýs. 1528 ergab sich bei der Tortur eines Brandstifters, dass der Pfarrer den Knecht mit 50 Gulden gedungen hatte, um Habrovany niederzubrennen und Dubčanský zu erschießen. Wegen des Eingriffs in das kanonische Recht des bischöflichen Gerichts durch die Verhaftung und Folter des Pfarrers erhob Bischof Stanislaus Thurzo Anklage gegen Dubčanský. Der Pfarrer wurde nach einem erneuten Geständnis vor dem bischöflichen Gericht in Olmütz verbrannt. Im Jahre 1530 verkaufte Dubčanský Chrudichromy an Jan Hejtmán von Mladkov.
1540 verglich sich Jan Dubčanský mit dem Waschaner Pfarrer wegen des strittigen Kirchenzehntes. Letztmals trat er am 27. April 1543 bei der Einreichung einer Klage von Bohunka von Pernstein gegen Zdenko Brtnický von Waldstein in Erscheinung. Es gilt als wahrscheinlich, dass Dubčanský zu Beginn der Verhandlungen bereits nicht mehr lebte. Sein Erbe fiel an seinen Bruder Vilém und nach dessen Tode Jan Dubčanskýs gleichnamigen Sohn zu, der 1550 seinen Besitz um die Herrschaft Hohlenstein erweiterte.

## Habrowaner Brüder
Nachdem die Lehre Ulrich Zwinglis auch Einzug nach Böhmen und Mähren fand, beschäftigte sich Dubčanský intensiv mit der Gründung einer neuen religiösen Gemeinschaft auf der Grundlage von Vorstellungen einer Idealkirche. Dabei zeigte er auch starkes Interesse für das Gedankengut der radikal-reformatorischen Täuferbewegung. 1527 veröffentlichte er dazu in Prostějov bei Kaspar Aorgus die Schrift Listové Pana Jana Dubčanského Bratřím Boleslavským poslaní a také jich odpovědi zase psané, die zugleich das erste in tschechischer Sprache erschienene Buch in Mähren war. Am 23. Februar 1528 erfolgte in Roudka die Gründung einer stark von Zwingli geprägten neuen Religionsgemeinschaft, an deren Spitze neben dem zum Bischof gewählten Prediger Matěj zvaný Poustevník (Matthias, genannt der Eremit), Jan Dubčanský, Beneš Optát, Johann Zeising (Jan Čížek) und Václav von Luleč standen. Die Gemeinschaft bezeichnete sich als bratři habrovanští (Habrowaner Brüder, Habrowaniten) bzw. bratři lulečtí (Lultscher Brüder). Ein Zusammenschluss mit den Böhmischen Brüdern wurde von deren Bischof Lukas von Prag strikt abgelehnt. Nach dessen Tod übertrug der als Schwärmer geltende Matthias der Eremit das Amt des Bischofs der Habrowaner Brüder an Dubčanský, der im Dezember 1528 erneute Verhandlungen mit dem Nachfolger des Brüderbischofs Lukas, Martin Škoda, aufnahm, die ebenfalls wenig Erfolg brachten. Dubčanský holte hernach den Buchdrucker Kaspar Aorgus nach Luleč und 1530 erschien das erste Gesangbuch der Apostolischen Brüder de monte Liliorum, dem weitere erweiterte Ausgaben sowie verschiedene missionarische Schriften folgten. Der böhmisch-ungarische und römisch-deutsche König Ferdinand I. verfügte 1536 die Unterbindung der apostolischen Aktivitäten Dubčanskýs. Dubčanský reichte daraufhin seine Apologie ein. Diese wurde dem Wiener Bischof Johann Fabri vorgelegt, der darin in seinem Gutachten Censura super nova aput Moravos Pykardorum et cuiusdam indocti impliique Habrowansky secta et falsa religione eine der bestehenden gesellschaftlichen Ordnung gefährliche Irrlehre sah, die in den böhmischen Ländern zum Ausbruch eines Bauernaufstandes wie im süddeutschen Raum führen könnte und das Verbot der Sekte empfahl. Am 11. August 1537 wurde Dubčanský mit weiteren Vertretern der Glaubensgemeinschaft auf die Prager Burg vorgeladen und im Schwarzen Turm gefangen genommen, nachdem er einen Widerruf seiner Lehre abgelehnt hatte. Nach Hinterlegung einer Kaution von 10.000 Schock Groschen durch Johann von Pernstein und Heinrich von Schwanberg sowie der Auflage zur Enthaltung weiterer Sektierei wurden die Inhaftierten am 6. April 1538 freigelassen. Dubčanský stellte seit dieser Zeit seine missionarischen Aktivitäten ein. Der Vorgang beschäftigte in den Jahren 1538 und 1539 mehrfach den Mährischen Landtag. Die Stände sahen darin einen Eingriff in ihre Rechte und forderten Ferdinand zur Rücknahme seiner Entscheidung auf. Maßgebliche Unterstützung erhielt Dubčanský dabei durch Johann von Pernstein und den polnischen König Sigismund. Am 15. September 1539 wurde die weitere Behandlung der Angelegenheit wegen der Türkengefahr aufgeschoben. Während dieser Zeit zerfiel die Gemeinschaft der Habrowaniten und ihre Reste vereinten sich mit den mährischen Täufern.

## Publikationen
- Listové Pana Jana Dubčanského Bratřím Boleslavským poslaní a také jich odpovědi zase psané, Aorgus, Prossnitz 1527
- Habrovanský kancionál, Aorgus, monte Liliorum, 1530
- Ukázání nedostatkúv i také neupřímnosti, kteráž jest nám učiněna od starších bratří Veliké strany, Aorgus, monte Liliorum, 1531
- Odpověď a zpráva Bratří starších té Jednoty, kterúž z omylu Pikhartstvím nazývají, Aorgus, monte Liliorum, 1533
- Spis z Písem sv. sebraný o pravém a věčném Bohu Otci, Synu i Duchu sv. v osobách rozdílném, Aorgus, monte Liliorum, 1533
- Habrovanský kancionál, Aorgus, monte Liliorum, 1534
- O božském, věčném, pána Krista z samého otce bez matky narození, jenž jest slovo, neb řeč a maudrost boží, Aorgus, monte Liliorum, 1534
- Habrovanský kancionál, Aorgus, monte Liliorum, 1536
- Apologia, totiž zjevné dostiučinění, aneb všem vuobec vydání počtu z víry, z učení i ze všeho pořádku, kteréhož v náboženství křesťanském užívají bratří a starší, kterýmž někteří Habrovanští aneb Lilečtí říkávati obyčej mají, Aorgus, monte Liliorum, 1536
- Habrovanský kancionál, Aorgus, monte Liliorum, 1536